# Grand Prix Japonii 1976
Grand Prix Japonii 1976 (oryg. Japanese Grand Prix) – ostatnia runda Mistrzostw Świata Formuły 1 w sezonie 1976, która odbyła się 24 października 1976, po raz pierwszy na torze Fuji International Speedway.
11. Grand Prix Japonii, pierwsze zaliczane do Mistrzostw Świata Formuły 1.

## Klasyfikacja
| Legenda oznaczeń w tabelach wyników Wyświetl szablon na nowej stronie | Legenda oznaczeń w tabelach wyników Wyświetl szablon na nowej stronie                                                                     |
| Oznaczenie                                                            | Wyjaśnienie |
| --------------------------------------------------------------------- | --- |
| Złoty                                                                 | Zwycięzca lub mistrzostwo |
| Srebrny                                                               | 2. miejsce lub wicemistrzostwo |
| Brązowy                                                               | 3. miejsce lub II wicemistrzostwo |
| Zielony                                                               | Ukończył, punktował (w klasyfikacji generalnej, gdy zdobył co najmniej jeden punkt na przestrzeni sezonu, poza trzema powyższymi opcjami) |
| Niebieski                                                             | Ukończył, nie punktował (w klasyfikacji generalnej, gdy nie zdobył co najmniej jednego punktu na przestrzeni sezonu)                      |
| Czerwony                                                              | Nie zakwalifikował się (NZ) |
| Czerwony                                                              | Nie prekwalifikował się (NPK) |
| Różowy                                                                | Nie ukończył (NU) |
| Różowy                                                                | Niesklasyfikowany (NS) (w klasyfikacji generalnej, gdy nie został sklasyfikowany w żadnym wyścigu sezonu)                                 |
| Czarny                                                                | Zdyskwalifikowany (DK) |
| Czarny                                                                | Wykluczony (WYK/EX) |
| Biały                                                                 | Nie wystartował (NW) |
| Biały                                                                 | Kontuzjowany (K/INJ) |
| Biały                                                                 | Wyścig odwołany (OD/C) |
| Bez koloru                                                            | Został wycofany (WYC/WD) |
| Bez koloru                                                            | Nie przybył (NP/DNA) |
| Bez koloru                                                            | Nie brał udziału w treningach (NT/DNP) |
| Bez koloru                                                            | Nie został zgłoszony (–) |
| Pogrubienie                                                           | Start z pole position |
| Kursywa                                                               | Najszybsze okrążenie wyścigu |
| †                                                                     | Nie ukończył, ale jego rezultat został zaliczony ze względu na przejechanie więcej niż 90% dystansu wyścigu.                              |
| *                                                                     | Sezon w trakcie |
| 1/2/3                                                                 | Punktowana pozycja w sprincie kwalifikacyjnym                                                                                             |
| Lista systemów punktacji Formuły 1                                    | |

| Poz. | Nr. | Nat               | Kierowca           | Konstruktor        | Okrążeń | Czas/powód NU | Poz. start. | Punktów |
| ---- | --- | ----------------- | ------------------ | ------------------ | ------- | ------------- | ----------- | ------- |
| 1    | 5   | Stany Zjednoczone | Mario Andretti     | Lotus-Ford         | 73      | 1:43:58.86    | 1           | 9       |
| 2    | 4   | Francja           | Patrick Depailler  | Tyrrell-Ford       | 72      | + 1 okrążenie | 13          | 6       |
| 3    | 11  | Wielka Brytania   | James Hunt         | McLaren-Ford       | 72      | + 1 okrążenie | 2           | 4       |
| 4    | 19  | Australia         | Alan Jones         | Surtees-Ford       | 72      | + 1 okrążenie | 20          | 3       |
| 5    | 2   | Szwajcaria        | Clay Regazzoni     | Ferrari            | 72      | + 1 okrążenie | 7           | 2       |
| 6    | 6   | Szwecja           | Gunnar Nilsson     | Lotus-Ford         | 72      | + 1 okrążenie | 16          | 1       |
| 7    | 26  | Francja           | Jacques Laffite    | Ligier-Matra       | 72      | + 1 okrążenie | 11          |         |
| 8    | 24  | Austria           | Harald Ertl        | Hesketh-Ford       | 72      | + 1 okrążenie | 22          |         |
| 9    | 18  | Japonia           | Noritake Takahara  | Surtees-Ford       | 70      | + 3 okrążenia | 24          |         |
| 10   | 17  | Francja           | Jean-Pierre Jarier | Shadow-Ford        | 69      | + 4 okrążenia | 15          |         |
| 11   | 51  | Japonia           | Masahiro Hasemi    | Kojima-Ford        | 66      | + 7 okrążeń   | 10          |         |
| NU   | 3   |                   | Jody Scheckter     | Tyrrell-Ford       | 58      | Przegrzanie   | 5           |         |
| NU   | 21  | Austria           | Hans Binder        | Wolf-Williams-Ford | 49      | Koło          | 25          |         |
| NU   | 16  | Wielka Brytania   | Tom Pryce          | Shadow-Ford        | 46      |               | 14          |         |
| NU   | 9   | Włochy            | Vittorio Brambilla | March-Ford         | 38      | Elektronika   | 8           |         |
| NU   | 34  | Niemcy            | Hans Joachim Stuck | March-Ford         | 37      | Elektronika   | 18          |         |
| NU   | 12  | Niemcy            | Jochen Mass        | McLaren-Ford       | 35      | Wypadek       | 12          |         |
| NU   | 28  | Wielka Brytania   | John Watson        | Penske-Ford        | 33      | Silnik        | 4           |         |
| NU   | 52  | Japonia           | Kazuyoshi Hoshino  | Tyrrell-Ford       | 27      | Opona         | 21          |         |
| NU   | 20  | Włochy            | Arturo Merzario    | Wolf-Williams-Ford | 23      | Skrz. biegów  | 19          |         |
| NU   | 30  | Brazylia          | Emerson Fittipaldi | Fittipaldi-Ford    | 9       | Wycofany      | 23          |         |
| NU   | 8   | Brazylia          | Carlos Pace        | Brabham-Alfa Romeo | 7       | Wycofany      | 6           |         |
| NU   | 1   | Austria           | Niki Lauda         | Ferrari            | 2       | Wycofany      | 3           |         |
| NU   | 7   | Australia         | Larry Perkins      | Brabham-Alfa Romeo | 1       | Wycofany      | 17          |         |
| NU   | 10  | Szwecja           | Ronnie Peterson    | March-Ford         | 0       | Silnik        | 9           |         |
| NZ   | 54  | Wielka Brytania   | Tony Trimmer       | Maki-Ford          |         |               |             |         |